# Platydesmus perpictus
Platydesmus perpictus är en mångfotingart som beskrevs av Pocock 1903. Platydesmus perpictus ingår i släktet Platydesmus och familjen Platydesmidae. Inga underarter finns listade i Catalogue of Life.